# Аршан (Горња Савоја)
Аршан (фр. Archamps) насеље је и општина у источној Француској у региону Рона-Алпи, у департману Горња Савоја која припада префектури Сен Жилијен ан Женвоа.
По подацима из 2011. године у општини је живело 2.276 становника, а густина насељености је износила 212,91 становника/km². Општина се простире на површини од 10,69 km². Налази се на средњој надморској висини од 535 метара (максималној 1.350 m, а минималној 482 m).

## Демографија
| 1962. | 1968. | 1975. | 1982. | 1990. | 1999. | 2011. |
| ----- | ----- | ----- | ----- | ----- | ----- | ----- |
| 613   | 724   | 874   | 1.005 | 1.070 | 1.235 | 2.276 |

График промене броја становника у току последњих година